# Черкаський державний бізнес-коледж

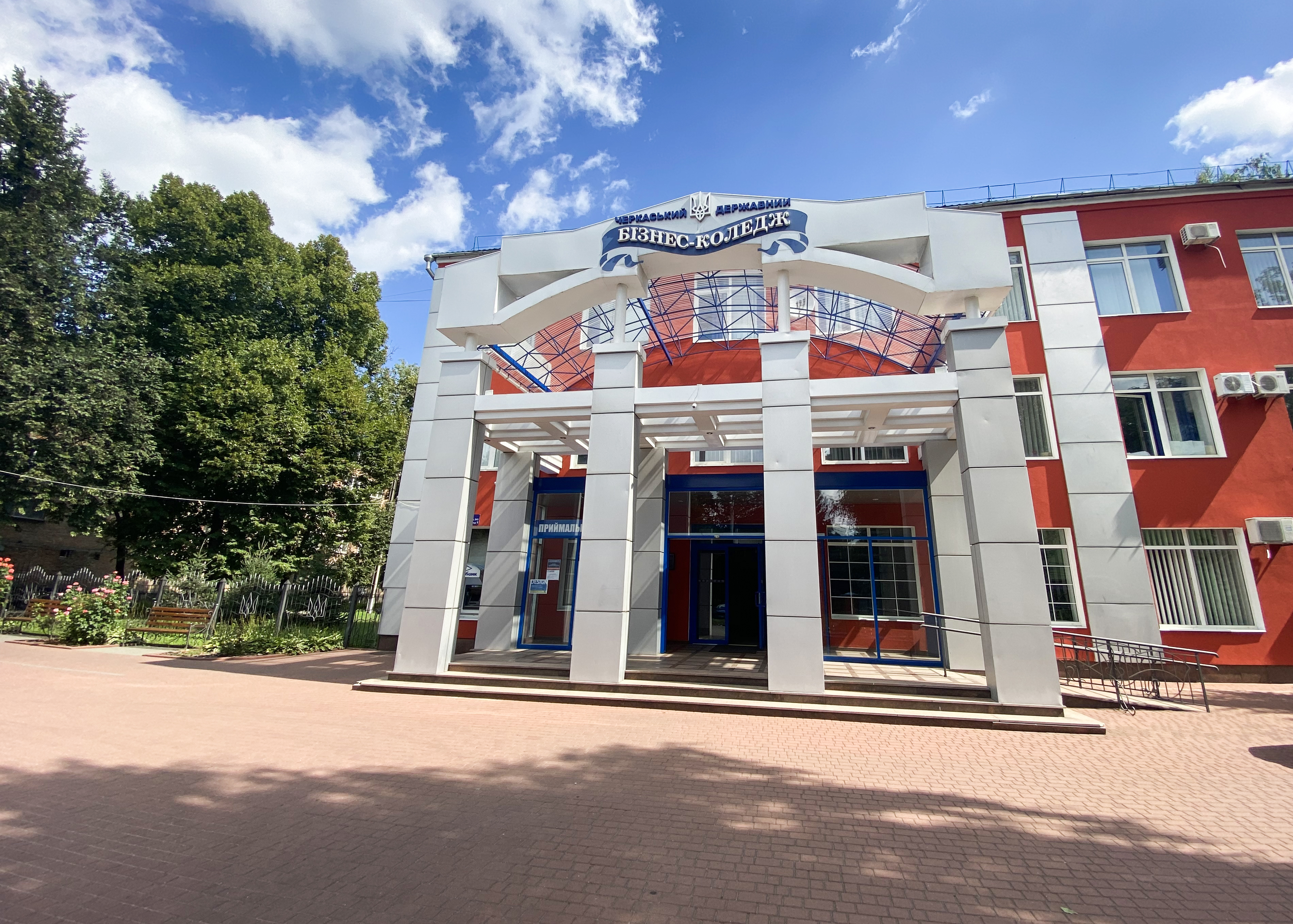
Головний корпус Черкаського державного бізнес-коледжу

Черкаський державний фаховий бізнес-коледж (засновано у 1966) — заклад фахової передвищої освіти у Черкасах, який навчає фахових молодших бакалаврів та бакалаврів за спеціальностями:
- Інженерія програмного забезпечення
- Комп'ютерна інженерія
- Графічний та мультимедійний дизайн
- Маркетинг
- Менеджмент та підприємництво
- Комп'ютерні науки та штучний інтелект
- Облік та оподаткування
- Фінанси, банківська справа, страхування та фондовий ринок

Директор - Олег Куклін, професор, доктор економічних наук, кандидат педагогічних наук. Заслужений працівник освіти України. Депутат Черкаської обласної ради.

За показниками залучення грантових ресурсів (понад $500 тис. та 201 тис. євро протягом останніх 10 років) і участі студентів та працівників у програмі Європейського Союзу «Еразмус+» (59 персональних грантів з 2017 року), а також європейських та американських освітніх програм, заклад із 2019 року є лідером серед коледжів, академій та інститутів України.

## Історія
У 1962 році у Черкасах розпочалось будівництво заводу з виробництва азотних добрив - Черкаського хімічного комбінату. Сьогодні завод відомий як Приватне акціонерне товариство "Азот".
Виконавчий комітет Черкаської міської Ради, керуючись Постановою Ради Міністрів СРСР від 7 листопада 1963 року № 1210,  виділив земельну ділянку площею 2,04 гектара для будівництва технічного училища, яке б готувало робітничі кадри для майбутнього промислового гіганта України.
Навчальний заклад було засновано у 1966 році згідно з наказом Державного комітету Ради Міністрів УРСР по професійно-технічній освіті № 57 від 4 травня 1966 року.  Згідно з наказом Черкаського обласного управління професійно-технічної освіти від 10 травня 1966 року № 47 заклад отримав назву "Технічне училище № 2 м. Черкаси". 
За роки існування навчальний заклад декілька разів реорганізовувався. Так, згідно з наказом Черкаського обласного управління професійно-технічної освіти №212 від 10 серпня 1984 року заклад освіти реорганізовано в  "Середнє професійно-технічне училище № 10 м. Черкаси", відповідно до наказу Міністерства народної освіти Української РСР від 04 квітня 1991 рок №82 навчальний заклад отримав назву "Вище професійне училище №10 м. Черкаси".  
У 1985 році було зведено другий навчальний корпус,  в 2021 році завершили реконструкцію першого навчального корпусу. 
Першим директором навчального закладу був Всеволод Омелянович Барабаш. Він обіймав посаду впродовж 1966-1967 років. До призначення на посаду директора був заступником начальника відділу обладнання на Черкаському хімічному комбінаті. Впродовж наступних років на чолі навчального закладу були: 
- Борис Андрійович Єфремов (1967 - 1969 рр.).
- Анатолій Олександрович Кучеренко (1969 - 1985 рр.).
- Володимир Наумович Стороженко (1985 - 1990 рр.).

В лютому 1990 року на посаду директора "Середнього професійного технічного училища №10 м. Черкаси" був призначений Олег Володимирович Куклін, котрий з січня 1985 року обіймав різні посади в навчальному закладі такі як, майстер виробничого навчання, викладач, старший майстер та заступник директора з навчально-виробничої роботи.
Впродовж перших 25 років свого існування, заклад освіти спеціалізувався на підготовці фахівців, головним чином, для публічного акціонерного товариства "Азот" (ПАТ "Азот").
Найважчими в історії навчального закладу були  дев'яності роки минулого століття. В цей період відбулося руйнування традиційних економічних і соціальних зв'язків з базовим підприємством, яке було приватизовано, змінювалися також підходи до підготовки кадрів.
У 1994 році, коли вся країна переживала кризу, навчальний заклад став переможцем конкурсного відбору, проведеного Міністерством освіти України для участь в міжнародному проекті.
Вище професійне училище №10 м. Черкаси було одним з двох українських закладів освіти, які взяли участь у проєкті "Створення комерційних центрів в Україні" в рамках консультативної програми ТРАНСФОРМ під керівництвом Федерального Міністерства освіти, науки, технології і досліджень ФРН та Міністерства освіти України. Згідно з наказом Міністерства освіти України від 30 червня 1995 року № 195 в закладі був створений структурний підрозділ "Модельний навчальний центр з підготовки фахівців для сфери підприємницької діяльності". Виконавчим директором цього центру була призначена Надія Анатоліївна Азьмук, яка мала досвід роботи у контрольно-ревізійному управлінні в Черкаській області.
Це стало історично важливою подією для України, оскільки вперше було започатковано підготовку нового покоління фахівців у галузі комерційної діяльності в умовах навчально-тренувальної фірми. В 1995 році було здійснено перший набір 72 абітурієнтів на спеціальність "Комерційна діяльність". Крім того, перших п'ять викладачів пройшли стажування у Федеративній Республіці Німеччина (ФРН).
Згідно з наказом Міністерства освіти України від 9 січня 1997 року № 5 "Середнє професійне технічне училище №10 м. Черкаси" було реорганізовано у Черкаський модельний центр підготовки та перепідготовки фахівців.
Необхідність реалізації якісно нових підходів до підготовки фахівців на освітніх рівнях "молодший спеціаліст" і "бакалавр", а також реалізація системи ступеневої освіти, спонукали до реорганізації Черкаського модельного центру підготовки та перепідготовки фахівців у Черкаський державний бізнес-коледж. Зазначена реорганізація відбулася 29 серпня 2000 року відповідно до наказу Міністерства освіти і науки України.
Черкаський державний бізнес-коледж отримав нову назву - Черкаський державний фаховий бізнес-коледж, на підставі наказів Міністерства освіти і науки України від 21.08.2024 №1177 «Про перейменування Черкаського державного бізнес-коледжу» та від 30.12.2024 №1815 «Про затвердження Статуту Черкаського державного фахового бізнес-коледжу».

## Відзнаки
- 2025 - друге місце серед коледжів України за міжнародним рейтингом «The Webometrics Ranking of World Universities»
- за рейтингом "AD Scientific Index 2025" зайняв перше місце серед коледжів та 180 місце серед українських університетів та наукових установ.
- У рейтингу National H-index Ranking посів 216 місце та перше - серед коледжів України, зокрема у Scopus - 83 та у Google Scholar - 100 місце серед наукових установ та університетів України.
- У рейтингу найкращих університетів України пошукової системи «uniRank 2025» бізнес-коледж став 256 серед закладів вищої освіти та другим серед коледжів.
- 2023 - нагорода «Лідер інновацій в освіті» за підсумками участі в Міжнародній виставці "Інноватика в сучасній освіті".
- 2024 - лідер програми Державного департаменту США «Ініціатива місцевих коледжів» для українських студентів за кількістю отриманих грантів на річне навчання в коледжах США (7 грантів із 18, наданих Україні у 2022–2024 роках).
- За підсумками вступної кампанії 2023 року навчальний заклад посів 7 місце у рейтингу найпопулярніших коледжів України серед абітурієнтів (506 абітурієнтів вступили до бізнес-коледжу з 11 областей України).

| Текст вилучений зі статті через підозру в порушенні авторських прав |
| --- |
| Текст, що раніше перебував на цій сторінці, запідозрено в порушенні авторських прав на текст із таких джерел: http://csbc.edu.ua/admin.php?about=1 Дата, коли було знайдено порушення: 8 вересня 2023. Тому, хто повісив цей шаблон: На сторінку обговорення користувача, який розмістив цю статтю, варто додати повідомлення {{subst:nothanks cv\|Черкаський державний бізнес-коледж\|url=http://csbc.edu.ua/admin.php?about=1. |
| До уваги користувача, який розмістив цю статтю Не редагуйте статтю зараз, навіть якщо ви збираєтеся її переписати. Дотримуйтесь вказівок нижче. - Якщо власник авторських прав на зазначений вище матеріал дозволяє використовувати його на умовах GNU FDL без незмінюваних секцій та Creative Commons із зазначенням автора / розповсюдження на тих самих умовах, будь ласка, сповістіть про це на сторінці обговорення цієї статті. - Якщо правовласником є ви, додайте на зазначеному вище ресурсі примітку: «Матеріали дозволено використовувати на умовах GNU FDL без незмінюваних секцій та Creative Commons із зазначенням автора / розповсюдження на тих самих умовах». - Якщо дозволу на використання цього матеріалу немає, будь ласка, зробіть одне з двох: 1. Напишіть хоча б гарний накид статті на цій підсторінці. Зверніть увагу: не треба копіювати текст, що порушує авторські права, на зазначену підсторінку й редагувати його. Якщо ви взялися за написання нової статті, не забудьте сповістити про це на сторінці обговорення. 2. Залиште все як є, і тоді статтю буде вилучено. У випадку, якщо новий текст написано не буде, цю статтю буде вилучено через тиждень після появи цього попередження (детальніше див. документацію шаблону). Вихідний текст цієї статті з можливим порушенням копірайту можна знайти в історії змін. Зверніть увагу, що розміщення у Вікіпедії матеріалів, автор яких не надав явного дозволу на їхнє використання відповідно до ліцензії GNU FDL без незмінюваних секцій та Creative Commons із зазначенням автора / розповсюдження на тих самих умовах, може бути порушенням законів про авторське право. Користувачів, які додають до Вікіпедії такі матеріали, може бути тимчасово позбавлено права редагувати статті. Попри все, ми завжди раді вашим оригінальним статтям. Дякуємо. Цю сторінку внесено до категорії Вікіпедія:Можливе порушення авторських прав. |